# Mahmoud Saad
Mahmoud Saad Eldin Abdelkader (ar. سامى منصور; ur. 3 marca 1952 w Al-Chanka) – egipski piłkarz grający na pozycji środkowego obrońcy. W swojej karierze grał w reprezentacji Egiptu.

## Kariera klubowa
Swoją karierę klubową Saad rozpoczął w klubie Zamalek SC, w którym zadebiutował w 1970 roku. W 1971 roku przeszedł do saudyjskiego Al Safa SC. Grał w nim do 1975 i wtedy też wrócił do Zamaleku, w którym grał do końca swojej kariery, czyli do 1982 roku. W 1978 roku wywalczył z nim mistrzostwo Egiptu, a w latach 1977 i 1979 zdobył Puchar Egiptu.

## Kariera reprezentacyjna
W 1980 roku Saad został powołany do reprezentacji Egiptu na Puchar Narodów Afryki 1980. Na tym turnieju rozegrał trzy mecze: grupowy z Tanzanią (2:1), półfinałowy z Algierią (2:2, k. 2:4) i o 3. miejsce z Marokiem (0:2). Z Egiptem zajął 4. miejsce w tym turnieju.